# Hołowczyce (rejon narowelski)
Hołowczyce (błr. Галоўчыцы, ros. Головчицы) – wieś na Białorusi, w rejonie narowelskim obwodu homelskiego, około 14 km na południowy zachód od Narowli.

## Historia
Dobra Hołowczyc (obejmujące 4 wsie) należały od 1764 roku do rodziny Oskierków herbu Murdelio (później Oskierka). Rodzina ta straciła Hołowczyce w ramach represji po insurekcji kościuszkowskiej. Otrzymał je rosyjski generał Jakob Sievers. W 1825 roku majątek ten został odkupiony przez Polaka Stanisława Horwatta. Po jego śmierci majątek odziedziczył jego bratanek Maurycy, a ostatnim właścicielem Hołowczyc był syn Maurycego Stanisław Horwatt.
Wieś szlachecka położona była w końcu XVIII wieku w powiecie mozyrskim województwa mińskiego.
Hołowczyce stały się częścią Imperium Rosyjskiego w 1793 roku w wyniku II rozbioru Polski. Od 1917 roku – na terenie ZSRR, od 1991 roku – na Białorusi.
W latach 20. XX wieku urządzono tu sowchoz, później – kołchozy.

## Dawne zabytki
- Oskierkowie w drugiej połowie XVIII wieku wybudowali tu wielki, drewniany dwór klasycystyczny z kolumnowym portykiem. Po dworze do 1917 roku pozostały jedynie podobnie wyglądające oficyny, ponieważ dwór został rozebrany w połowie XIX wieku, a na jego miejscu Horwattowie zbudowali pałac.
- Wielki, murowany, piętrowy, jedenastoosiowy pałac o białych elewacjach był zbudowany na planie prostokąta i miał układ dwutraktowy. W centralnej części pałacu znajdował się „wielki salon” umeblowany w stylu Ludwika Filipa. W rogu stał fortepian Bechsteina. W pałacu istniała również katolicka kaplica, w której kapelanem był ks. Ferdynand Sęczykowski, tak smutnie zapisany potem w historji, jako apostata upadły[5].
- Wokół pałacu znajdował się park w stylu angielskim (z elementami założenia regularnego) o powierzchni około 20 hektarów.
- W odległości około 500 m od pałacu, przy trasie z Narowli do Mozyrza znajdowała się główna klasycystyczna brama wjazdowa dla powozów, z dwiema furtami po bokach dla pieszych[3].

Majątek w Hołowczycach został opisany w 1. tomie Dziejów rezydencji na dawnych kresach Rzeczypospolitej Romana Aftanazego.